# Forest of Bamboo
Forest of Bamboo è il centotrentacinquesimo album in studio del chitarrista statunitense Buckethead, pubblicato il 29 gennaio 2015 dalla Hatboxghost Music.

## Il disco
Centoseiesimo disco appartenente alla serie "Buckethead Pikes", Forest of Bamboo è il quarto dei sei album pubblicati dal chitarrista durante il mese di gennaio 2015 e contiene un unico brano della durata di oltre 29 minuti.

## Tracce
Musiche di Buckethead.
1. Forest of Bamboo – 29:12

## Formazione
- Buckethead – chitarra, basso, programmazione